# Edward Harrison Taylor
Pour les articles homonymes, voir Taylor.
Edward Harrison Taylor est un herpétologiste américain, né le 23 avril 1889 à Maysville dans le Missouri et mort le 16 juin 1978 à Lawrence (Kansas).

## Biographie
Sa mère l’emmène très jeune faire un voyage dans le Colorado dont il gardera un souvenir très vif et aura un rôle considérable sur sa vie. Il fait ses études à l'université du Kansas à Lawrence, il y étudie notamment la zoologie et la paléontologie. Il obtient son Bachelor of Arts en 1912. Il part alors aux Philippines, alors sous administration américaine, où il enseigne dans un village au centre de la région de Mindanao. Il collecte et étudie l'herpétofaune locale et publie de nombreux articles scientifiques. En 1916, il retourne brièvement au Kansas où il obtient une maîtrise. De retour aux Philippines, il obtient la direction des pêcheries de Manille. Ses nombreux déplacements lui permettent de continuer à étudier les poissons et les reptiles de l'archipel. À la fin de la Première Guerre mondiale, il travaille brièvement pour les services de renseignements américains et est envoyé en Sibérie.
Il revient aux Philippines en 1920 et prend, l’année suivante, la tête du département de zoologie de l’université de Manille. Durant cette période, il fait paraître des monographies sur la faune de cette région et s’intéresse successivement aux amphibiens et aux tortues (1921), aux serpents (1922) et aux lézards (1922) ; ces ouvrages seront réédités en 1966.
En 1926, il revient aux États-Unis et soutient l’année suivante une thèse consacrée au vertébrés philippins. Il où il obtient la direction du département de zoologie de l'université du Kansas de Lawrence. De 1929 à 1936, il étudie la taxinomie du genre Eumeces (reptile, famille des Scincidae). En conséquence, il s'intéresse particulièrement à l'herpétofaune mexicaine qu'il étudie, avec durant de nombreux voyages de 1937 à 1948. Durant les années suivantes, ses explorations le conduisent au Costa Rica et en Thaïlande. En 1965, il s'intéresse aux amphibiens de la famille des Caeciliidae après avoir découvert une nouvelle espèce dans une île de la mer de Célèbes.

## Source
- Kraig Adler (1989). Contributions to the History of Herpetology, Society for the study of amphibians and reptiles.